# 데드 링거 (드라마)
《데드 링거》(영어: Dead Ringers)는 아마존 프라임 비디오에서 2023년 4월 공개된 미국의 심리 스릴러 드라마이다.